# Kost u grlu
A Kost u grlu (Csont a torokban) a Riblja čorba szerb rockegyüttes első nagylemeze, mely 1979-ben jelent meg az RTB kiadásában, kinyitható borítóval. Katalógusszáma LP 55-5364.

## Az album dalai

### A oldal
1. Rock 'n' Roll za kućni savet (2:44)
2. Zvezda potkrovlja i suterena (2:57)
3. Rasprodaja bola (3:33)
4. Pozajmila je pare, poludela je skroz, kupila je kartu i sela je u voz	(2:39)
5. Ja sam još ona ista budala (3:50)

### B oldal
1. Još jedan šugav dan (3:06)
2. Hej, ćale (3:14)
3. Mirno spavaj (2:38)
4. Egoista (2:24)
5. Ostani đubre do kraja	(4:38)